# Оболенский, Сергей Платонович
Князь Серге́й Плато́нович (Серж) Оболе́нский (с 1913 года — Оболенский-Нелединский-Мелецкий; 3 октября 1890, Царское село — 29 сентября 1978, Гросс-Пойнт, Мичиган, США) — русский офицер, американский деятель гостиничного бизнеса, сотрудник Управления стратегических служб США.

## Биография
Старший сын князя Платона Сергеевича Оболенского-Нелединского-Мелецкого (1850—1913) и Марии Константиновны Нарышкиной (1861—1929). После смерти отца носил фамилию Оболенский-Нелединский-Мелецкий. Учился в Оксфорде.
В начале Первой мировой войны вернулся в Россию и поступил вольноопределяющимся в Кавалергардский полк. За отличия на фронте был награждён Георгиевским крестом 2-й степени (За то, что 23.05.1915, вызвавшись охотником, под сильным пулеметным и ружейным огнем противника, отнес приказание вахмистру фон-Адеркасу, к западной опушке поляны у д. Лушно. Исполнив приказание, возвратился с донесением, под продолжавшимся перекрестным огнем, причем проявил высшую степень хладнокровия и находчивости. Будучи в 2 часа дня того же числа сильно контужен разорвавшимся снарядом, оставался в строю до 25.05.1915, когда по приказанию командира эскадрона был эвакуирован). В связи с тем, что Оболенский сразу получил Георгиевский крест 2-й степени, в научно-популярной литературе появляется ошибочная информация о том, что он был награжден тремя Георгиевскими крестами. Произведен в прапорщики приказом Главнокомандующего армиями Северо-западного фронта № 1601 от 8.07.1915. Награжден орденами Св.Анны 4-й степени и Св.Станислава 3-й степени с мечами. Участвовал в Гражданской войне, три года сражался в Белой Армии. После окончания Гражданской войны эмигрировал, в 1932 году стал американским гражданином. Здесь у него был роман с балериной и танцовщицей Тилли Лош.
Во время Второй мировой войны служил в Управлении стратегических служб США (УСС), дослужившись до подполковника, и в возрасте 53 лет став самым старым парашютистом в армии США. Готовил группы агентов УСС для засылки во Францию. Получил орден за что, что в составе разведывательной группы, действуя вместе с французскими партизанами, предотвратил разрушение электростанции, которое планировали немцы при отступлении. В сентябре 1943 года, вскоре после свержения Муссолини, Оболенский, высадившись на Сардинии с отрядом из трёх человек, вошел в контакт с генералом Бассо, командовавшим итальянскими силами на Сардинии, и, передав ему специальные сообщения от Эйзенхауэра, итальянского короля и маршала Бадольо, уговорил его перейти на сторону союзников. Захват Сардинии расценивался как одно из самых впечатляющих достижений УСС. Во время этой операции сложилась весьма курьозная ситуация, а сам Сергей Оболенский был назван "Завоевателем кукурузных початков" .
В 1958 году стал вице-председателем совета Hilton Hotels Corporation. Последние годы жил в богатом пригороде Детройта — Гросс-Пойнт.

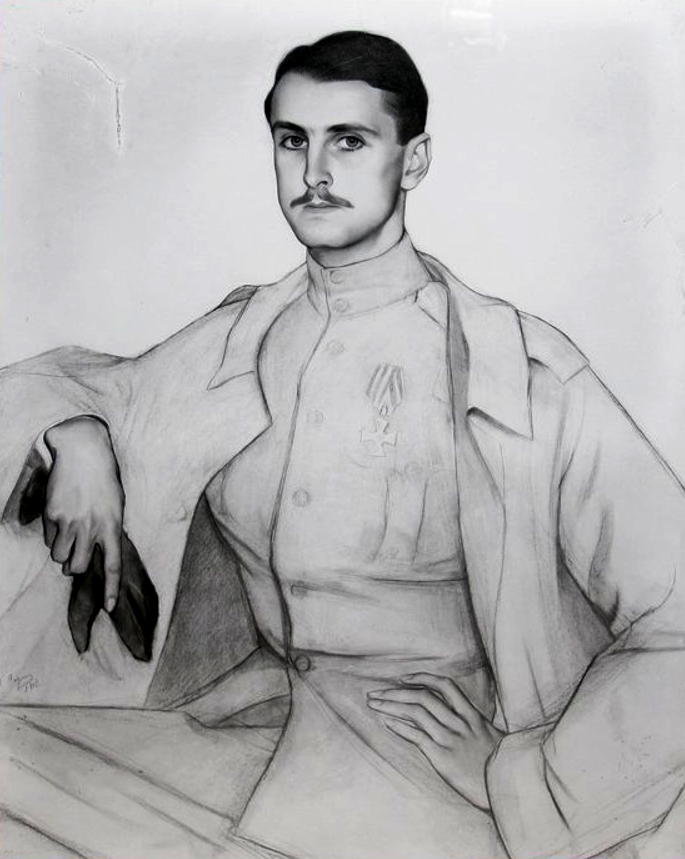
Оболенский на рисунке С. Сорина (1917)

В 2008 году, после смерти вдовы Сергея Оболенского, в детройтской галерее DuMouchelle была выставлена на продажу принадлежавшая ему коллекция предметов искусства.
Существует несколько портретов князя, написанных Савелием Сориным. Один — 1917 года в военной форме находится в Хиллвуд-Музее. Другой, изображающий князя на прогулке с тростью на фоне изгороди, написан в 1929 году.

## Семья
- В 1916 году женился на морганатической дочери Александра II — светлейшей княжне Екатерине Юрьевской (1878—1959; развелись в 1924).
- В 1924 году женился на Аве Элис Мюриэль Астор (1902—1956), дочери миллионера Джона Джейкоба Астора IV (развелись в 1932). От Авы Астор у Оболенского было двое детей — Иван (1925—2019), американский финансовый аналитик, деятель эмигрантского движения, и Сильвия (1931—1997). Работал в гостиничном бизнесе, принадлежавшем семье Асторов.
- В 1971 году в возрасте 80 лет женился в третий раз на Мэрилин Фрэйзер Уолл (англ. Marilyn Fraser Wall; 1929—2007).